# 歌謡歳時記
『歌謡歳時記』（かようさいじき）は、ジャパンエフエムネットワーク (JFNC) が制作し、FM-FUJI三ツ峠放送局で放送されていたミニ番組。

## 概要
この番組は、当時のキー局であったFM東京の電波が良好に入る三ツ峠放送局向けに、JFNCが制作したミニ番組であった。坊が峰・身延両放送局は、FM東京制作のパック・インフォメーションを放送していた。

## パーソナリティ
- 木藤隆雄（月曜・火曜・水曜）
- 大塚志津子（木曜・金曜）

## 放送時間
- 月曜 - 金曜 14:55 - 15:00

| JFN Bライン 月曜 - 金曜 14:55 - 15:00         | JFN Bライン 月曜 - 金曜 14:55 - 15:00 | JFN Bライン 月曜 - 金曜 14:55 - 15:00 |
| 前番組                                        | 番組名                                | 次番組                                |
| --------------------------------------------- | ------------------------------------- | ------------------------------------- |
| -                                             | 歌謡歳時記                            | -                                     |
| FM-FUJI三ツ峠放送局 月曜 - 金曜 14:55 - 15:00 |                                       |                                       |
| （開局前）                                    | 歌謡歳時記                            | 交通情報・天気予報                    |